# Dries Van Noten
Dries baron Van Noten (Antwerpen, 12 mei 1958) is een Belgisch modeontwerper.

## Biografie
Van Noten werd geboren in een Antwerpse kleermakersfamilie. Tussen 1977 en 1981 studeerde hij op de afdeling Mode van de Koninklijke Academie voor Schone Kunsten in Antwerpen (Antwerpse Modeacademie), waar hij Christine Mathys ontmoette, die later mede-eigenaar en CEO van het modemerk Dries Van Noten zou worden.
In 1985 lanceerde Van Noten samen met Christine Mathys zijn herenlabel om een jaar later deel uit te maken van de generatie de Antwerpse Zes. Vanaf 1987 creëert Van Noten ook dameskleding; in 1989 opende hij een eigen winkel in Antwerpen, in het pand van de voormalige kledingzaak Het Modepaleis. Sinds 1991 voert hij een modeshow op in Parijs. In 1993 opent hij nog twee winkels in Parijs en Milaan, in 1997 volgen Tokio en Hongkong.
Sinds 23 januari 2007 is er ook een winkel in Parijs, op de Quai Malaquais. Daarnaast is er een jaarlijkse uitreiking van de Christine Mathys Award. De prijs wordt jaarlijks overhandigd door Dries Van Noten.
In juni 2018 kreeg het Spaanse bedrijf Puig een meerderheidsbelang in het modebedrijf van Van Noten. Hij bleef als creatief directeur en voorzitter. Na de lente-zomercollectie voor mannen van 2025 stopt de modeontwerper ermee.

## Onderscheidingen
In 2008 ontving hij de International Award van de Council of Fashion Designers of America. Deze council is een beroepsvereniging van een driehonderdtal Amerikaanse modeontwerpers. In 2006 viel de Belgische ontwerper Olivier Theyskens deze eer te beurt. Eind 2009 werd Van Noten bedacht met de Couture Council Award for Artistry of Fashion van het Fashion Institute of Technology in New York.
In 2009 ontving hij de Gouden Penning van de Koninklijke Vlaamse Academie van België voor Wetenschappen en Kunsten.
De ontwerper ontving op 26 juni 2015 van de Franse oud-minister van Cultuur de medaille van Officier in de Orde van Kunsten en Letteren. Hij draagt voortaan de titel van Officier de l’Ordre des Arts et Lettres.
In 2017 werd hij voorgedragen voor de verlening van de persoonlijke titel van baron.

## Trivia
- In 2010, tijdens een interview, werd Van Noten bevraagd over het 'grootste verlies'; het antwoord: 'De dood van mijn zakenpartner en mede-oprichter van het bedrijf, Christine Mathys.'[5]

- In 2018 verkocht het modemerk Dries Van Noten een meerderheidsbelang aan het Spaanse luxeconglomeraat Puig (Carolina Herrera, Jean Paul Gaultier, Nina Ricci en Paco Rabanne). De waarde van het modemerk wordt geschat op € 85.000.000 ($ 100 miljoen). Hoewel Van Noten nog steeds een 'belangrijke minderheidsaandeelhouder' is, ontving hij toch naar schatting € 35.619.000.[6][7][8]

- In 2017 verscheen de documentaire Dries waarin de makers Dries Van Noten een jaar lang volgen.[9]
- Dries Van Noten is bewoner van het Hof van Ringen in Lier (België).